# Liste der Bodendenkmäler in Chamerau
Auf dieser Seite sind die Bodendenkmäler in der Oberpfälzer Gemeinde Chamerau zusammengestellt. Diese Tabelle ist eine Teilliste der Liste der Bodendenkmäler in Bayern. Grundlage ist die Bayerische Denkmalliste, die auf Basis des Bayerischen Denkmalschutzgesetzes vom 1. Oktober 1973 erstmals erstellt wurde und seither durch das Bayerische Landesamt für Denkmalpflege geführt wird. Die folgenden Angaben ersetzen nicht die rechtsverbindliche Auskunft der Denkmalschutzbehörde.

## Bodendenkmäler in Chamerau
| Lage                       | Objekt | Akten-Nr.     | Bild                                                           |
| -------------------------- | --- | ------------- | -------------------------------------------------------------- |
| (Standort)                 | Mittelalterlicher Burgstall. | D-3-6742-0005 |                                                                |
| (Standort)                 | Mesolithische Freilandstation, Siedlung der Spätlatènezeit. | D-3-6742-0018 |                                                                |
| (Standort)                 | Mesolithische Freilandstation. | D-3-6742-0019 |                                                                |
| (Standort)                 | Mittelalterlicher Burgstall Haidstein, archäologische Befunde des Mittelalters und der frühen Neuzeit im Bereich der katholischen Neben- und Wallfahrtskirche St. Ulrich.                              | D-3-6742-0066 |                                                                |
| (Standort)                 | Siedlung der Urnenfelderzeit. | D-3-6742-0075 |                                                                |
| (Standort)                 | Mittelalterlicher Burgstall. | D-3-6842-0014 |                                                                |
| (Standort)                 | Mittelalterlicher Erdstall. | D-3-6842-0015 |                                                                |
| Chamer Straße 2 (Standort) | Archäologische Befunde des Mittelalters und der frühen Neuzeit im Bereich der katholischen Pfarrkirche St. Peter und Paul in Chamerau, darunter die Spuren von Vorgängerbauten bzw. älteren Bauphasen. | D-3-6842-0057 | Archäologische Befunde des Mittelalters und der frühen Neuzeit |